# Sông Lomami

Bản đồ Cộng hòa Dân chủ Congo thể hiện sông Lomami với màu đỏ

Sông Lomami là một chi lưu chính của sông Congo tại Cộng hòa Dân chủ Congo. Sông có chiều dái xấp xỉ 1.280 kilômét (800 mi). Sông chảy theo hướng bắc, nằm song song và ở phía tây của thượng du dòng chính sông Congo.
Sông Lomami khởi nguồn từ miền nam của đất nước, gần Kamina và vùng ngăn cách Congo–Zambezi. Sông chảy về phía bắc qua Lubao, Tshofa, Kombe, Bolaiti, Opala, và Irema trước khi hợp vào Congo tại Isangi.
Tháng 10 năm 1889 M. Janssen, Toàn quyền xứ Congo, đã thám hiểm ngược dòng sông Lomani từ Isangi trên Ville de Bruxelles. Sau 116 giờ ông dừng lại nhanh chóng tại 4°27'2" N.